# لستر (آلاباما)
لستر (به انگلیسی: Lester) شهری در شهرستان لایمستون ایالت آلاباما است که مساحت آن ۴٫۷۴ کیلومتر مربع است و در سرشماری سال ۲۰۱۰ میلادی، ۱۱۱ نفر جمعیت داشته و تراکم جمعیتی آن، ۲۳٫۴۲ نفر در هر کیلومتر مربع بوده است.